# Oddelek za slovansko filologijo Univerze v Lodžu
Oddelek za slovansko filologijo Univerze v Lodžu - raziskovalna in učna enota, ki pripada strukturam Filološke fakultete Univerze v Lodžu in izvaja slavistične raziskave ter študije 1. in 2. stopnje na področju slovanske filologije.

## Osnovni podatki
V študijskem letu 1995/1996 na Oddelku za zgodovino poljskega jezika in slovanske filologije Univerze v Lodžu je bil ustanovljen na pobudo prof. Marie Kamińske Oddelek za slovansko filologijo. Status katedre je dobil leta 1999. Leta 2005 se je njegovo ime spremenilo iz Oddelka za slovansko filologijo v Oddelek za južno slavistiko. Od 1. marca 2007 do 30. septembra 2012 so v okviru Oddelka delovale tri enote: Oddelek za jezikoslovje, Oddelek za literarne študije in Oddelek za paleoslovanske študije in ljudsko kulturo. Leta 2014 enota se je preimenovala v Oddelek za slovansko fililogijo.
Prva predstojnica Katedre je postala red. prof. dr. Małgorzata Korytkowska. Red prof. dr. Georgi Minczev je postal predstojnik leta 2012, od leta 2018 pa to funkcijo opravlja red. prof. dr. Ivan N. Petrov.
Oddelek za slovansko filologijo se nahaja v stavbi Filološke fakultete Univerze v Lodžu na Pomorski ulici 171/173 v Lodžu.
Študenti loške slavistike poleg učenja dveh izbranih slovanskih jezikov pridobijo podrobna znanja o zgodovini, kulturi in literaturi slovanskih narodov. Seznamijo se z ljudsko kulturo Slovanov ter geopolitičnim položajem Balkana. Na Oddelku za slovansko filologijo deluje Znanstveni krožek slavistov, ki je svoje ime pridobil po sv. Cirilu in Metodu. 
| Ustanovitev | 1995                                 |
| Država      | Poljska                              |
| Naslov      | ul. Pomorska 171/173 90-236 Lodž     |
| Fakulteta   | Filološka fakulteta Univerze v Lodžu |
| Predstojnik | red. prof. dr. Ivan N. Petrov        |

## Znanstvena dejavnost
Zaposleni na Oddelku za slovansko filologijo Univerze v Lodžu raziskujejo slovanske jezike in književnosti ter izvajajo znanstvene projekte. Raziskovalna področja vključujejo: jezikoslovje (primerjalno jezikoslovje slovanskih jezikov, vključno z analizo prevodov, študije modernega bolgarskega, srbskega in slovenskega jezika, zgodovino slovanskih jezikov, slovansko paleografijo), literarne vede (cerkvenoslovanska literatura s posebnim poudarkom na starobolgarski literaturi, sodobna slovanska književnost), kulturo (ljudska in duhovna kultura Slovanov) in glododidaktiko. Oddelek za slovansko filologijo pripravlja prevode literarnih besedil iz različnih obdobij, del tujih znanstvenikov, ureja znanstvene revije in založniške serije. Zaposleni na Oddelku sodelujejo s številnimi raziskovalnimi centri na Poljskem in v tujini.

## Didaktika
Oddelek za slovansko filologijo ponuja izobraževanje na področju slovanske filologije na dveh stopnjah (triletni dodiplomski in dveletni podiplomski). Študentje se naučijo dveh od štirih slovanskih jezikov: češčine, bolgarščine, slovenščine ali srbščine. V času študija študentje spoznajo tudi zgodovino, kulturo in literaturo slovanskih narodov ter dobijo odgovore na pomembnejša vprašanja slovanskega jezikoslovja.

## Znanstveni krožek slavistov Univerze v Lodžu sv. Cirila in Metoda
Znanstveni krožek slavistov Univerze v Lodžu sv. Cirila in Metoda obstaja od leta 1995. Ustanovljen je bil nekaj mesecev po nastanku loške slavistike na Filološki fakulteti. Krožek še danes združuje študente, doktorande slavistike in druge. Člani so predvsem ljubitelji jezika, kulture in turizma slovanskih držav, zlasti Srbije, Slovenije, Bolgarije in Češke.
Glavni cilji, ki si jih je zastavil Krožek, vključujejo:
-      širitev znanja s področja jezikoslovja, literarnih in kulturnih ved,
-      razvoj raziskav in popularizacija znanja,
-      integracija študentov slovanske filologije.